# ROhrSTOCK

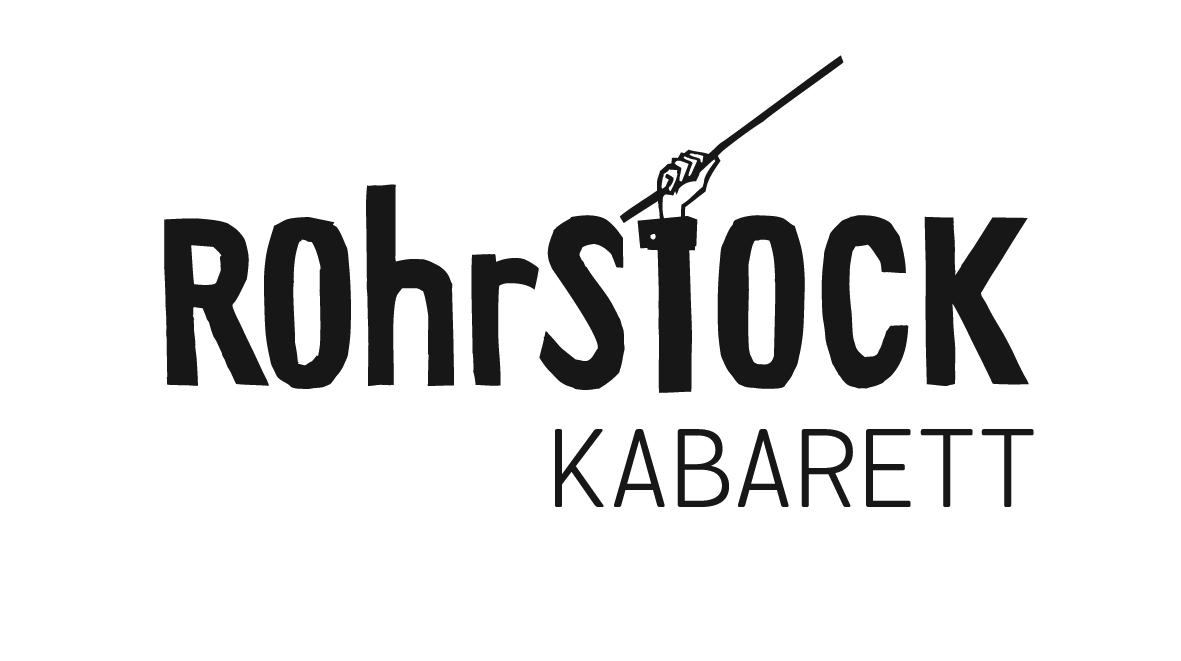

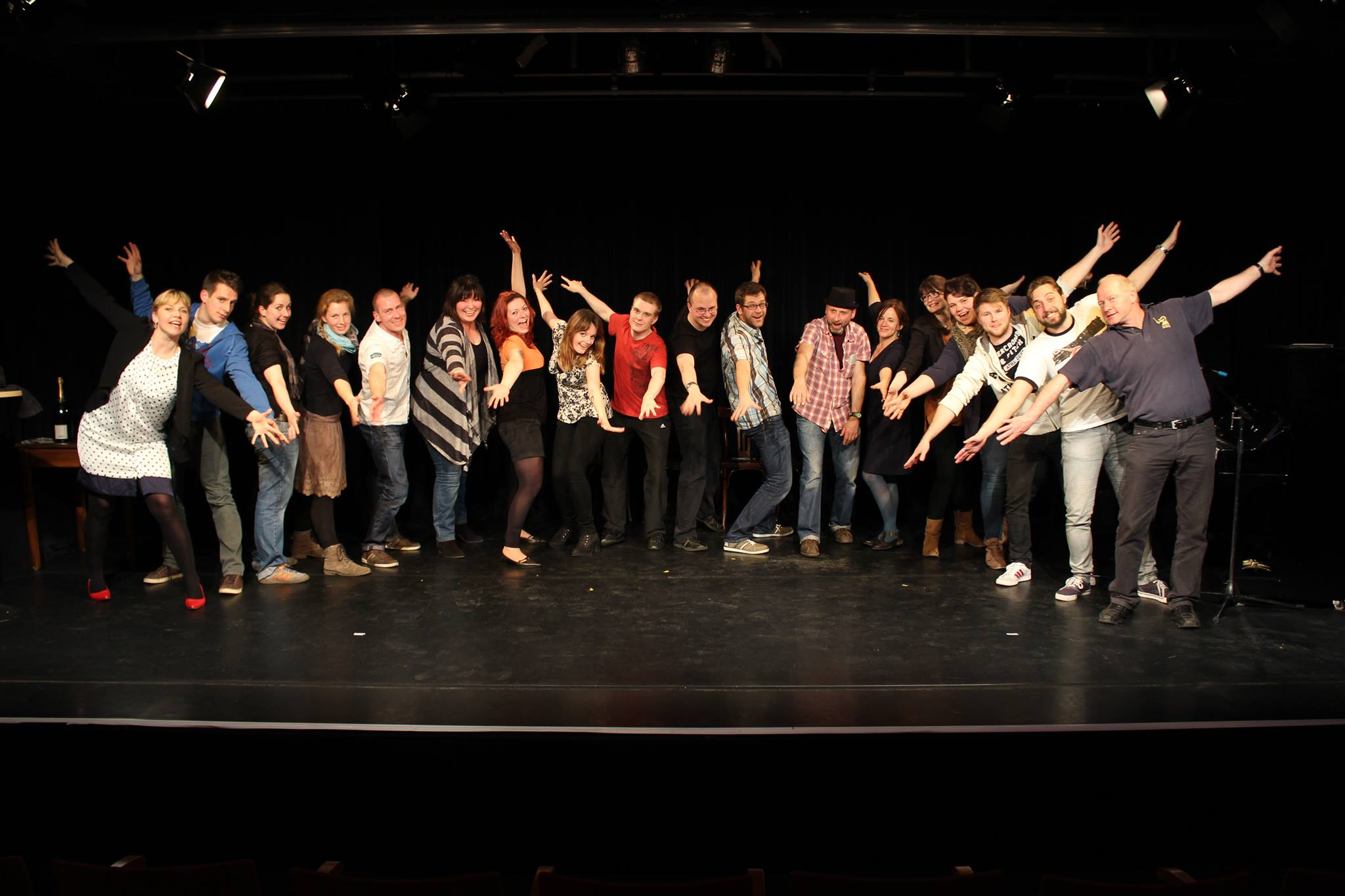
Darsteller

Das Kabarett Rohrstock (Eigenschreibweise ROhrSTOCK) aus Rostock gilt als das dienstälteste Studentenkabarett Deutschlands.

## Geschichte
Das Studentenkabarett wurde am 10. Januar 1970 unter dem Namen K-70 von Studierenden der Sektion Sprach- und Literaturwissenschaft der Universität Rostock gegründet. Das erste Ensemble bestand aus sieben Lehramtsstudenten und dem FDJ-Sekretär der Sektion als künstlerischen Leiter. Die Auftritte waren nach kurzer Zeit so populär, dass ein Schwarzmarkt für die Premierenkarten entstand.
Seit 1993 ist Rohrstock als gemeinnütziger Verein eingetragen, der sich um die Heranführung junger Leute an das Kabarett kümmert.
Höhepunkt ist die Teilnahme am alljährlichen, bundesweiten Kabarett-Treffen Einfälle in Cottbus. Als einziges Studentenensemble nahm Rohrstock bei jedem Treffen mit einem neuen Programm teil.
Mit den Kabarett Rohrstock Oldies bildete sich der harte Kern, der auch Jahre nach dem Studium erfolgreich auf der Bühne steht. Heute präsentiert der Rohrstock jährlich zwei aktuelle Programme.
Im Januar 2007 erschien eine historische Arbeit zur Geschichte des Kabaretts Rohrstock in den Jahren 1970 bis 1990, die u. a. die Tätigkeit zahlreicher inoffizieller Mitarbeiter (IM) des Ministeriums für Staatssicherheit (MfS) innerhalb des Kabaretts darstellt. In dieser Arbeit konnte nachgewiesen werden, dass der langjährige Leiter Wolfgang Dalk als inoffizieller Mitarbeiter bei der Staatssicherheit unter dem Decknamen Detlef Hofer tätig war.

## Rezeption
Bereits in der DDR war das Kabarett als Amateurkabarett anerkannt. Nach der Wende 1989 litten die meisten ostdeutschen Ensembles unter dem Wegfall der ehemaligen staatlichen Unterstützung. Amateure wie ROhrSTOCK, die auch vorher ohne Unterstützung zurechtkommen mussten, verkrafteten diesen Wechsel besser. Die sogenannte Silberreihe – Beiträge zur Geschichte der Universität Rostock – widmete im Jahr 2010 das Heft 27 der Geschichte des Kabaretts ROhrSTOCK. Bereits 1976 erhielt das Kabarett den ersten Nachwuchspreis. In den folgenden Jahren bis zur Wiedervereinigung kamen weitere Auszeichnungen wie der Friedenspreis des Ministers für Kultur, Kulturpreis der Stadt Rostock oder der Preis Ausgezeichnetes Volkskunstkollektiv der DDR hinzu.

## Organisation
Heute besteht Rohrstock aus drei Gruppen:
- die aktuelle Gruppe: das Studentenkabarett-Rohrstock (nach Studienzyklus ständig wechselnde Besetzung)
- die Kabarett-Rohrstock-Oldies (eine Gruppe ehemaliger Darsteller des Studentenensembles)
- das Sommerprogramm-Ensemble (eine Gruppe jährlich wechselnder Darsteller, die ein Reprisenprogramm während der Sommermonate spielt).

Der künstlerische Leiter Michael Ruschke tritt seit 2004 auch mit einem Soloprogramm auf.
Insgesamt werden im Jahr ca. 100 Auftritte gespielt. Aufführungen finden vor allem in Rostock und Umgebung, aber auch in ganz Deutschland statt. Jedes Jahr finden zudem Castings statt, in denen neue Darsteller für das Studentenensemble gesucht werden.

## Ausland
Mit den jährlich neuen Programmen spielte Rohrstock schon zu DDR-Zeiten nicht nur an den Hochschulstandorten der Republik, sondern fuhr auch nach Polen, Ungarn, Tschechoslowakei, Bulgarien und mehrmals in die Sowjetunion, um an den Trassen zu spielen. Bis zur Auflösung der DDR hatte das Kabarett rund 1300 Auftritte im In- und Ausland.
Um die Jahrtausendwende fanden aber auch Tourneen durch Frankreich, die USA und das Vereinigte Königreich statt, wo an Universitäten und Schulen vor Germanistikschülern und -studenten aufgetreten wurde. An einer Schule in Valenciennes wurde zudem ein Workshop durchgeführt.